# Toya thomasseti
Toya thomasseti är en insektsart som först beskrevs av Frederick Arthur Godfrey Muir 1925.  Toya thomasseti ingår i släktet Toya och familjen sporrstritar. Inga underarter finns listade i Catalogue of Life.